# أولاد حمامة (أولاد يوسف)
أولاد حمامة هي إحدى مشيخات المملكة المغربية، تتبع جغرافيا لإقليم بني ملال وإداريًا لأولاد يوسف. يقدر عدد سكانها بـ 4522 نسمة حسب الإحصاء الرسمي للسكان والسكنى لسنة 2004.